# 5708 Melancholia
5708 Melancholia (1977 TC1) là một tiểu hành tinh vành đai chính được phát hiện ngày 12 tháng 10 năm 1977 bởi P. Wild ở Zimmerwald.